# Landmark Pinnacle
 Landmark Pinnacle è  grattacielo in costruzione a Isle of Dogs, Londra, Regno Unito. Una volta completato diventerà l'edificio residenziale più alto d'Europa e avrà più piani abitabili di qualsiasi altro edificio in Europa. Lo sviluppo era precedentemente noto come City Pride, lo stesso nome del pub che sorgeva dove oggi si trovano le fondamenta dell'edificio, prima di un cambio di nome nel 2016.

## Caratteristiche
Chalegrove Properties ha richiesto l'approvazione a Tower Hamlets nel dicembre 2012 per la costruzione di una torre a uso misto a conduzione residenziale di 75 piani  comprendente 822 unità abitative e 162 appartamenti e servizi associati.  La domanda è stata autorizzata il 9 ottobre 2013 ma alla condizione di pagare a Tower Hamlets un importo di £ 5.182.279.
L'edificio è progettato come una forma rettilinea e facciata a triplo vetro che offre una vista sul Tamigi. Gli appartamenti godono di giardini privati, oltre a tre piani di spazi comuni condivisi tra gli inquilini fra cui un giardino pensile paesaggistico, una palestra, sale da pranzo, cinema e aree giochi per bambini, nonché un padiglione di servizi che comprende anche un caffè e un ristorante.
L'edificio, la cui costruzione è iniziata nel 2016, al termine dei lavori sarà alto 239 metri e avrà 75 piani, quasi tutti destinati all'uso residenziale. La costruzione dovrebbe concludersi entro la fine del 2020.